# 彼泽·马库森
彼泽·马库森（丹麥語：Peder Marcussen，1894年11月26日—1972年12月16日），丹麦男子竞技体操运动员。他曾代表丹麦获得1920年夏季奥运会体操比赛男子团体自由式金牌。他于1972年在埃斯比约去世。